# Haplostoma dudleyae
Haplostoma dudleyae – gatunek widłonoga z rodziny Botryllophilidae. Nazwa naukowa tego gatunku skorupiaków została opublikowana w 1998 roku przez japońską zoolog Shigeko Ooishi.